# 不動滝 (糸魚川市)
不動滝（ふどうたき）は、新潟県糸魚川市大字大谷内にある滝。落差約70メートルを3段になって流下するこの滝は塩の道西回りルートの途中にあって、糸魚川地域を代表する滝であり、松本-糸魚川間でも最大のものといわれる。付近の地名などから、「虫川の不動滝（むしかわのふどうたき）」、「今井不動滝（いまいふどうたき）」と呼ばれることもある。この滝を含む一帯は「今井ジオサイト」として、糸魚川ジオパークを構成する24のジオサイトに含まれている。

## 塩の道と滝の伝説
塩の道は正式の名を「千国街道」といい、新潟県糸魚川市から長野県松本市に至る延長約120キロメートルに及ぶ古道である。日本海に面した海抜0メートルの糸魚川といくつかの峠を越えた海抜700メートル余りの松本や安曇野を結び、糸魚川からの荷（上り荷または南荷）は塩や干物などの海産物に代表されるものが運ばれ、松本や安曇野などからの荷（下り荷または北荷）では麻を主として茶、紙、綿、楮などの農産物や酒、蝋、元結など多彩なものが運ばれていた。
塩の道は糸魚川-静岡構造線を構成する断層に沿った山間の平坦な部分を利用してできた道で、姫川の流れを挟んで両岸に東回りルートと西回りルートが存在していた。東回りルートは糸魚川の街から大野-中山峠-根知-山口を通る道で、山口には番所が設けられていた。西回りルートは田海（とうみ）-岩木-虫川-大所を通って葛葉峠の下で東回りルートと合流していた。東回りルートと比較すると荷物などの往来は少なかったと推定されるが、虫川には関所が設けられていた。
不動滝は、西回りルートの途中に存在している。虫川関所跡（糸魚川市の史跡）を過ぎて道なりに進み、「高龍神」（たかおかみのかみ）の鳥居から続く坂道を降りると視界が開けて滝の姿が現れる。この滝が不動滝で、付近の地名などから、「虫川の不動滝（むしかわのふどうたき）」、「今井不動滝（いまいふどうたき）」と呼ばれることもある。落差は70メートル、幅4メートルあり、3段になって流下している。上部と中部はそれぞれ15メートルずつ、下部は40メートルあり、直瀑となって滝つぼに落下する。
不動滝は糸魚川地域を代表する滝であり、松本-糸魚川間でも最大のものといわれる。水量は四季を通して豊かであるが、春の雪解け時や降雨後などに水量がさらに増えた場合には、滝の左側に「糸滝」（いとだき）という名の細い分岐瀑が現れる。
滝つぼの前にある大岩の上に水神社が鎮座し、高龍神を祭神として祀っている。古くから滝を汚したり石を投げこんだりすると、龍の怒りに触れて大雨が降ると伝わる。不動滝に近い今井地区の霊源寺（曹洞宗）には、付近に住んでいた竜女が経典の功徳によって成仏できた礼として二十五条の袈裟（一番大きく最上級の袈裟）を贈ったという伝説が残っている。

## 周囲とジオパーク
不動滝を含む一帯は、かつて太平洋の海底であった。不動滝の地形をつくる岩石は、古生代あるいは中生代に太平洋の海底にたまっていた泥岩である。この岩石は頁岩、砂岩、凝灰岩の層で形成され、古生代ペルム紀中期（約2億6000万年-2億5000万年前）と推定されていたが、放散虫の化石が発見されたことから中生代最初の三畳紀とも考えられる。付近には鉱産物が多く産出され、白土、八路石（やつろいし、流紋岩質の凝灰岩からなる石材）、水晶、メノウなどが採掘されていた。
この滝を含む一帯は「フォッサマグナができたころの地層と岩石」の「今井ジオサイト」として、糸魚川ジオパークを構成する24のジオサイトに含まれている。周囲には公園や遊歩道、キャンプ場が整備されて「不動滝いこいの里」と呼ばれて、付近はニホンカモシカや多くの種類のトンボなどの生息地である。毎年10月中旬には、「不動滝祭り」が開催されている。

## 登山史
- 2022年（令和4年）6月 - 小阪健一郎ら3人のクライマーが登攀に成功した[20]。

## 交通アクセス
所在地
- 新潟県糸魚川市大字大谷内2169[1]

交通
- JR西日本北陸新幹線・えちごトキめき鉄道「糸魚川駅」から車で約30分[13]。または北陸自動車道糸魚川インターチェンジから車で約30分[13]。
- JR西日本北陸新幹線・えちごトキめき鉄道糸魚川駅から糸魚川バスで15分、中谷内バス停下車、徒歩90分[5]